# PK通用機槍
PK通用機槍（羅馬化：Pulemyot Kalashnikova，直译：「卡拉什尼科夫機槍」）是由AK突擊步槍的設計者米哈伊尔·卡拉什尼科夫在1961年設計的通用機槍，用於取代當時設計老舊的RPD輕機槍和SG-43中型機槍，並大量裝備蘇聯軍隊。在北约各国的武器配置中，FN MAG（M240）、M60以及MG3起到类似PK通用机枪在苏联（华约)武器配置中的作用。

## 設計

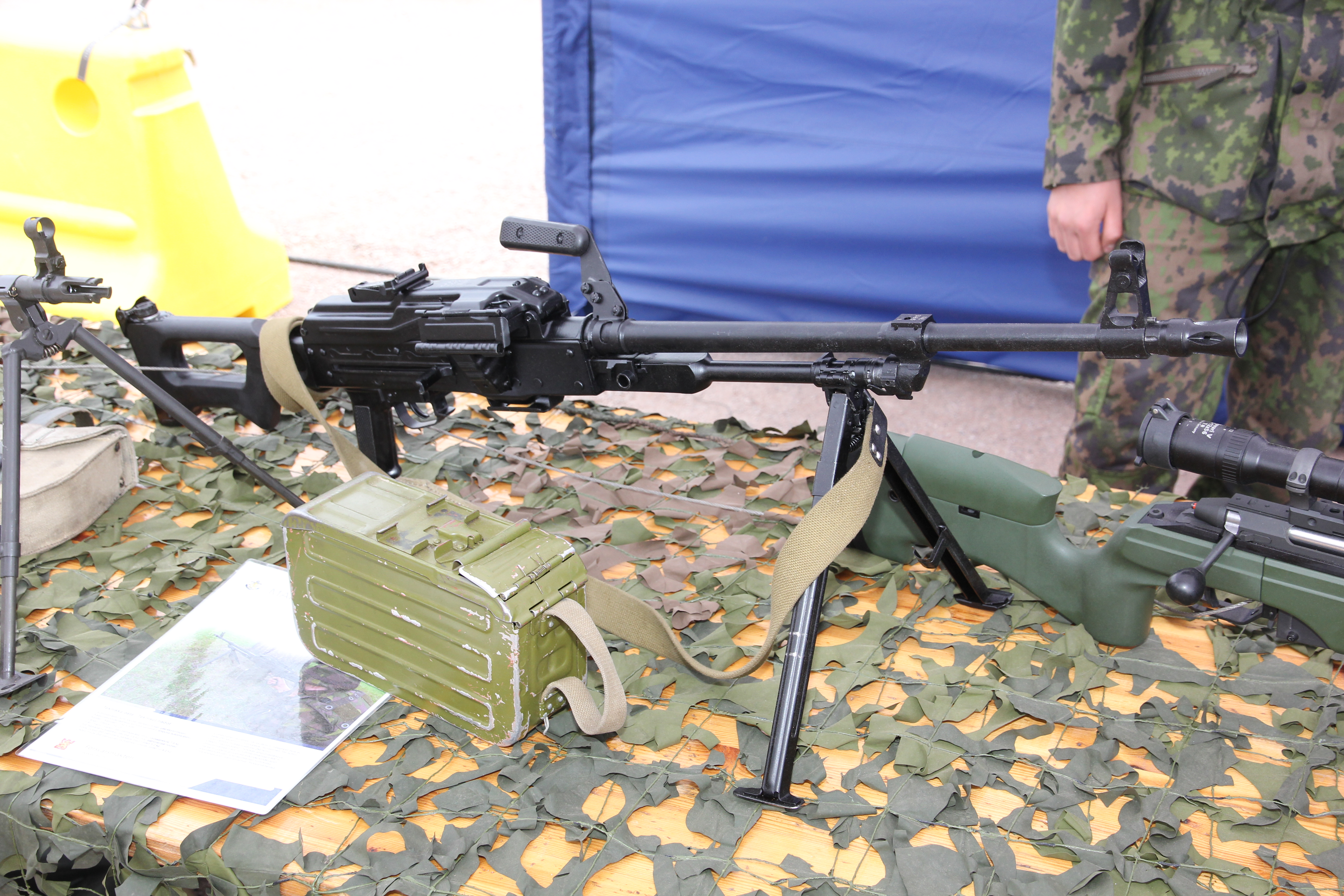
芬蘭國防軍裝備的PKM，留意該槍採用了黑色的塑料槍托和握把

原型的PK通用機槍由AK自動步槍氣動系統及旋轉式槍機閉鎖系統的基礎改進而成，發射莫辛-納甘步槍及SVD狙擊步槍的7.62×54毫米R舊型凸緣彈藥，其後推出的改進版本，將槍枝盡量減重，並將槍管厚度減少，命名為PKM（俄文：Пулемет Калашникова Модернизированный）。PK通用機槍大量減輕槍身的重量，槍機容納部採鋼板壓鑄成形法製造，槍托中央也挖空，並在槍管外圍刻了許多溝紋，以致PK通用機槍只有9公斤，而PKM只有8.4公斤。PK通用機槍發射7.62×54毫米R彈藥，彈鏈由機匣右邊進入，彈殼在左邊排出。PK通用機槍的設計除可用作一般射擊有生目標外，亦可作防空機槍用途。當時蘇軍的7.62×54R彈鏈主要為25發，士兵多需要人手連接。由於生產當時正值冷戰時期，蘇聯及華約國家不斷地增加軍備及不小國家都作特許生產，因此PK通用機槍系列的數量超過1,000,000挺，是目前最普遍的通用機槍。

## 型号

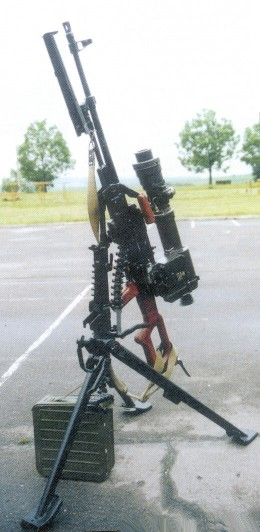
PKMS防空機槍

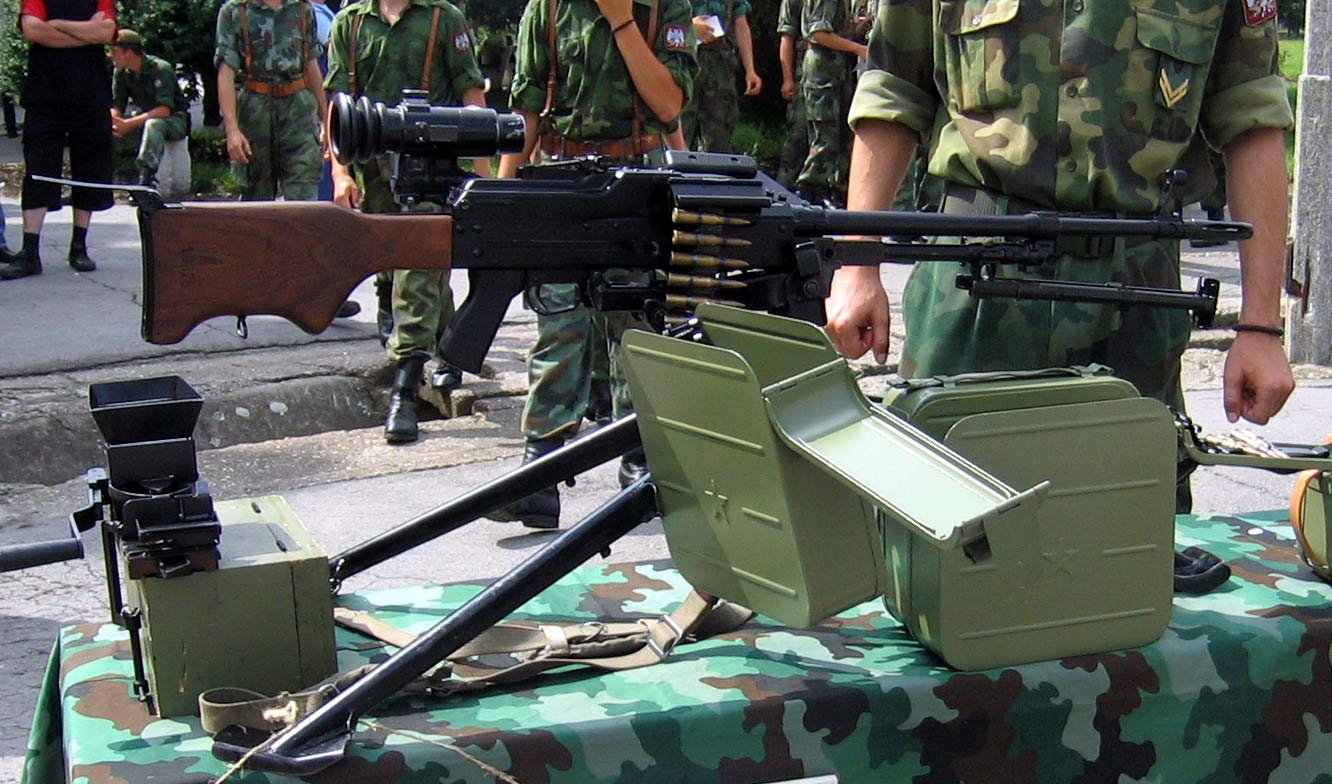
Zastava M84通用機槍

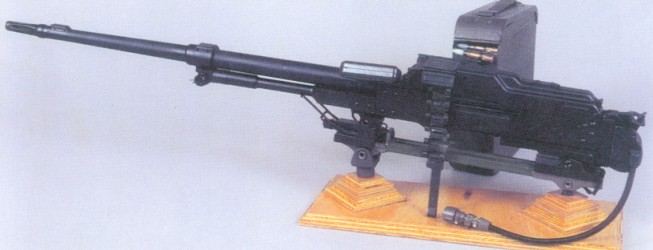
PKT同軸機槍

- PKM：（俄文：ПКМ）是1969年的PK改進版本，主要改進了槍管及槍托底板。PKM獲世界多個國家采用及仿制，包括塞爾維亞的扎斯塔瓦武器公司特許生產M84、保加利亞的MG-1、乌克兰的KM通用机枪及中華人民共和國的80式通用機槍[3]。
- PKS / PKMS：（俄文：ПКС）是裝在三腳架的PK通用機槍版本，PKMS是用PKM機匣的改進版本。
- PKB / PKMB車載機槍：（俄文：ПКБ），裝在裝甲車上的PK通用機槍版本，在槍機容納部後端裝上握柄，PKMB是用PKM機匣的改進版本。
- PKT / PKMT同軸機槍：（俄文：ПК Танковый，解作PK Tank）是將PK機槍改裝成坦克砲塔內的同軸機槍，以取代SG-43，PKT移除了槍托、改為長重特殊槍管，加裝抽氣系統、螺線圈及電子控制扳機。PKMT是用PKM機匣的改進版本。
- KM通用机枪：乌克兰仿製的PKM。
- 80式通用機槍：中華人民共和國仿製的PKM。

## 使用國
包括衍生型及特許生產型：

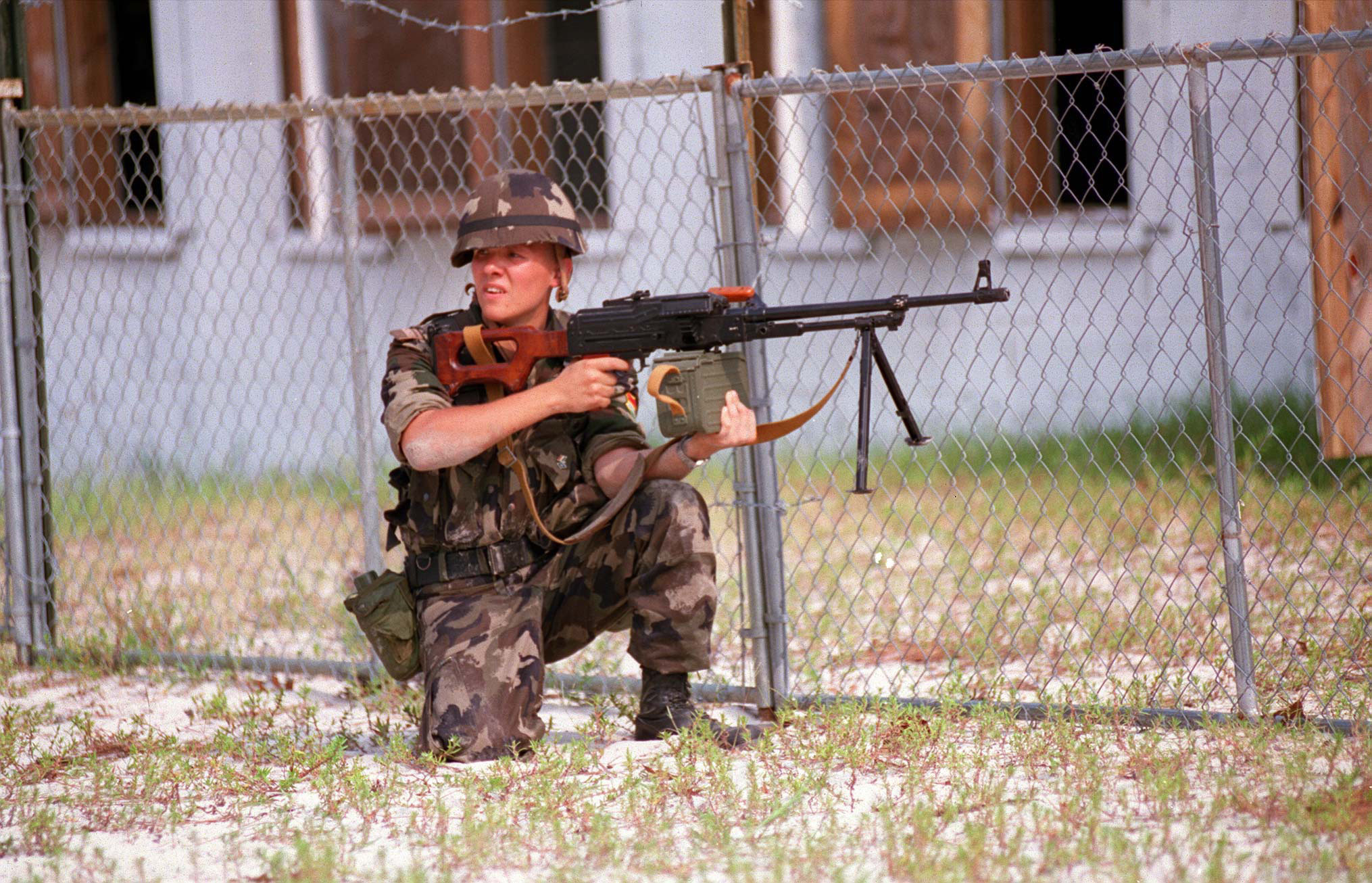
匈牙利士兵使用PK通用機槍

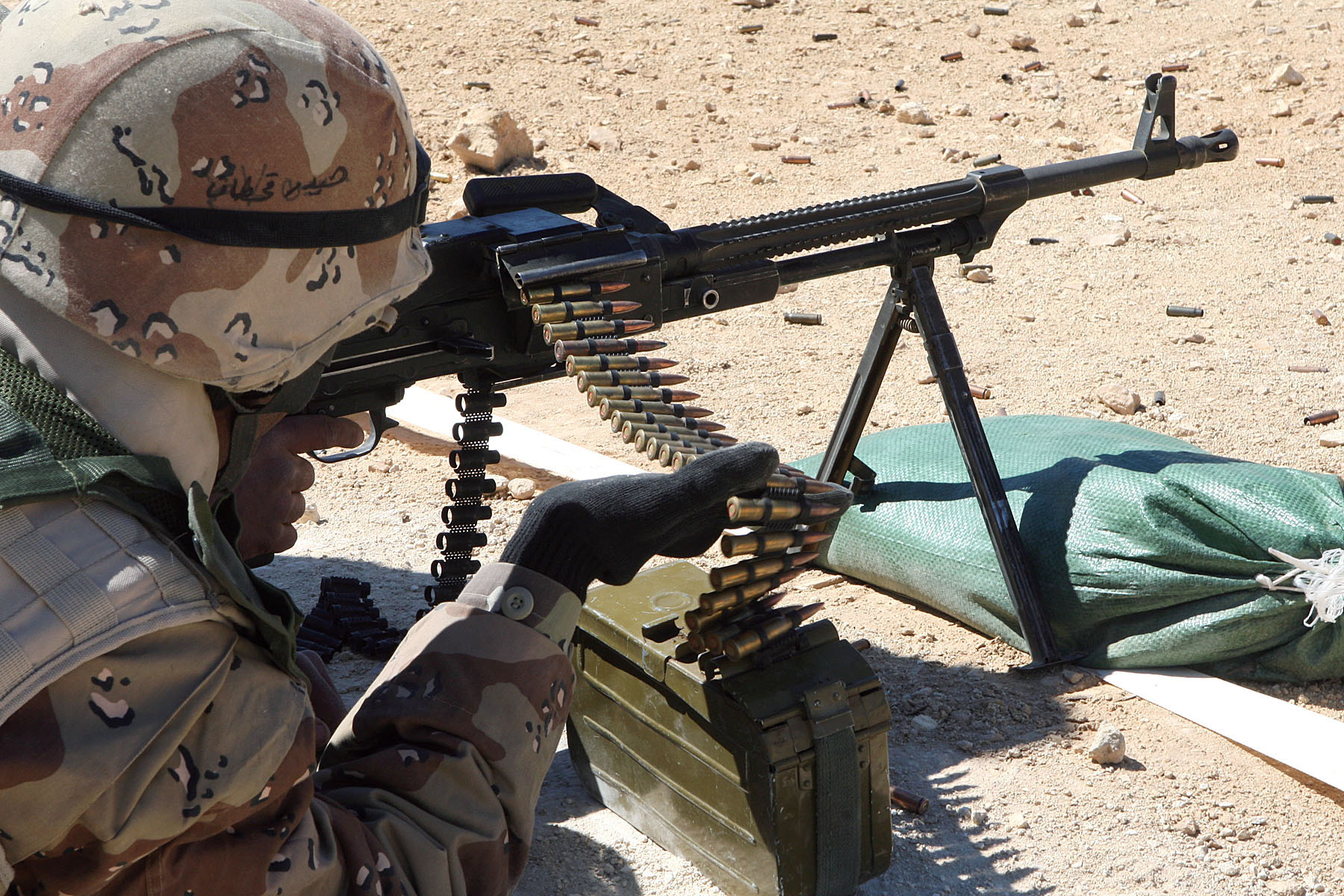
伊拉克士兵使用PKS通用機槍

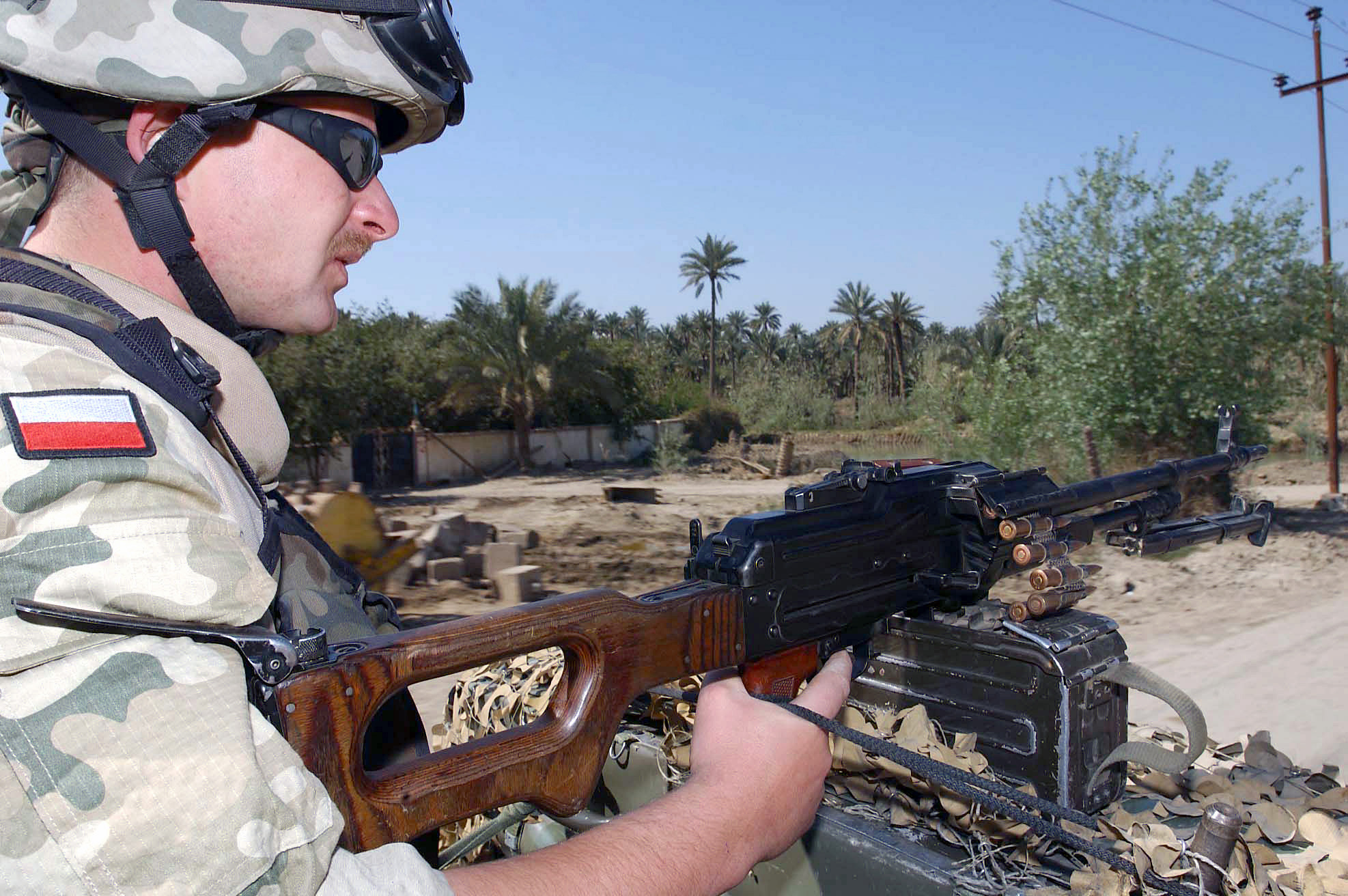
波蘭士兵使用PKM通用機槍

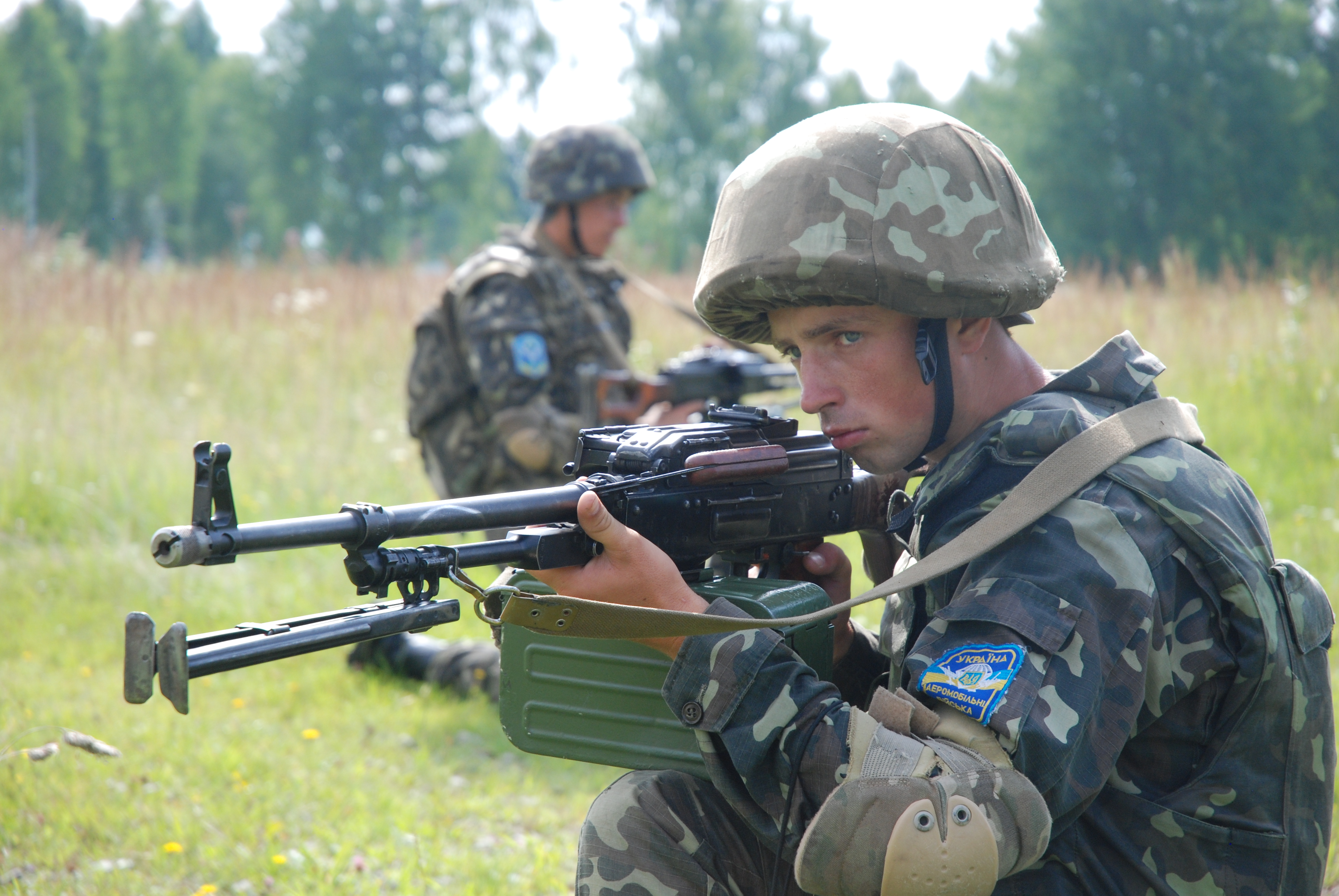
烏克蘭士兵與PKM

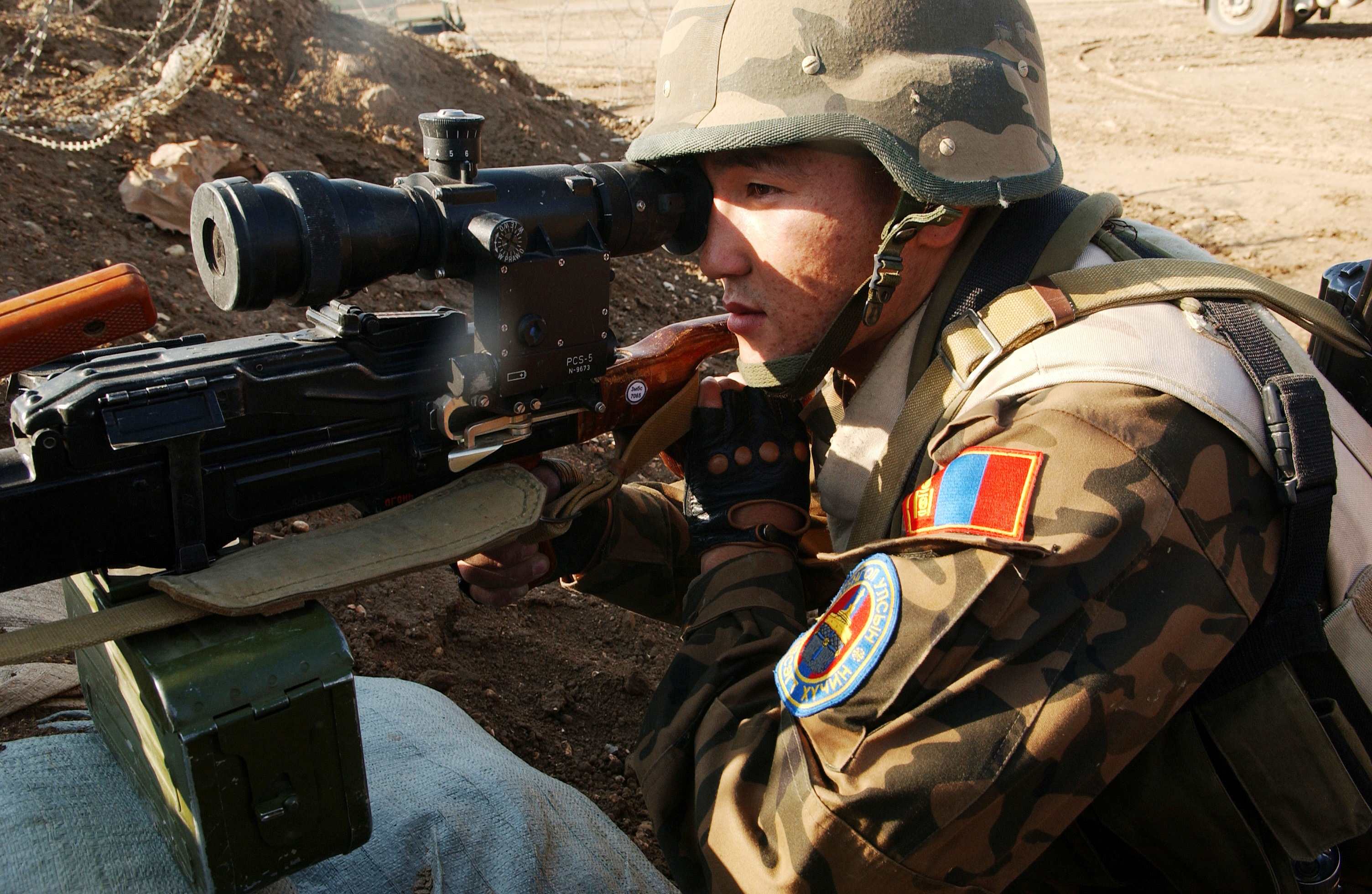
蒙古國士兵使用裝上了波蘭製PCS-5瞄準鏡的PKM

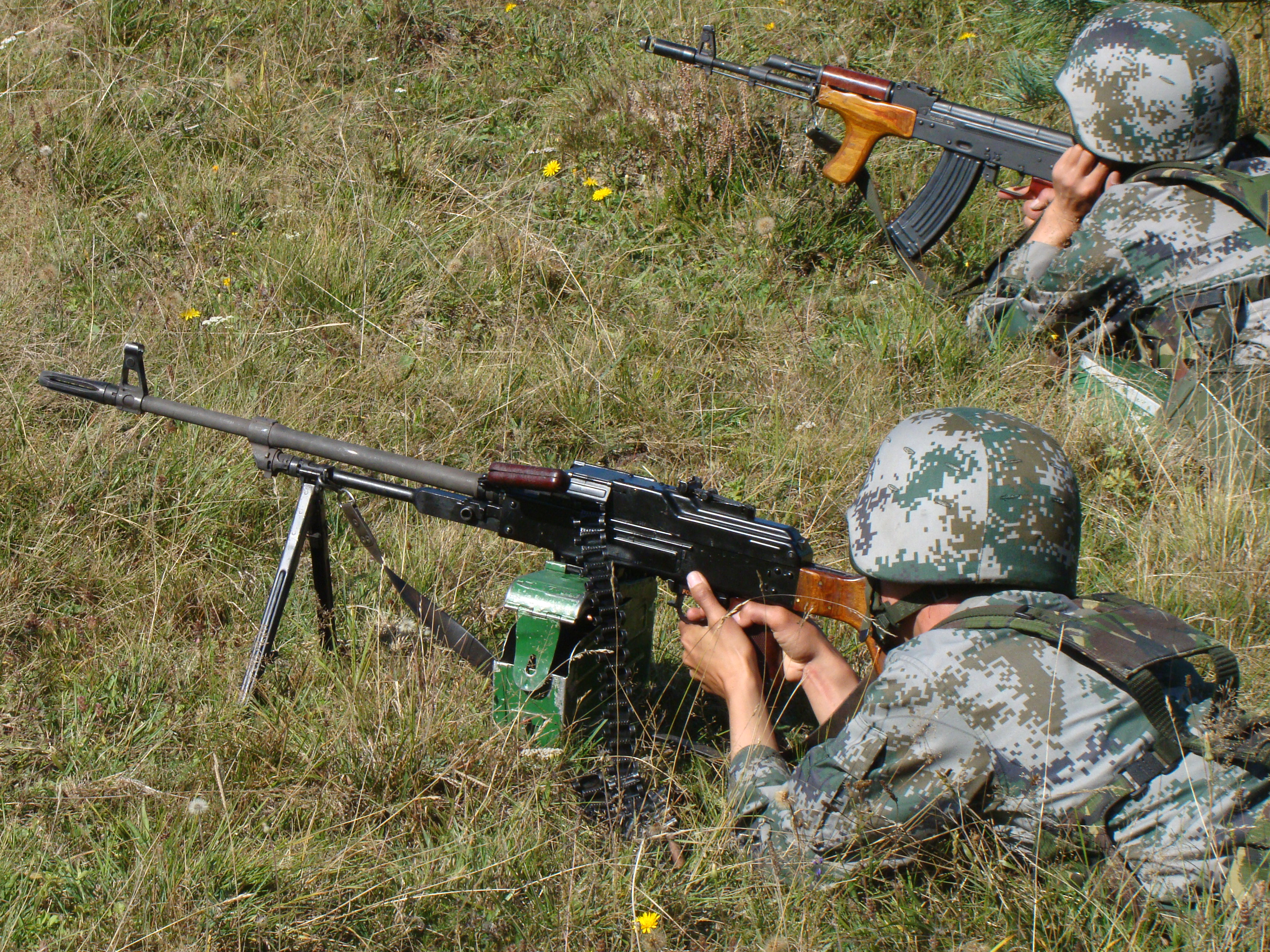
在羅馬尼亞進行演習的中國人民解放軍士兵。左邊的士兵使用PKM通用機槍

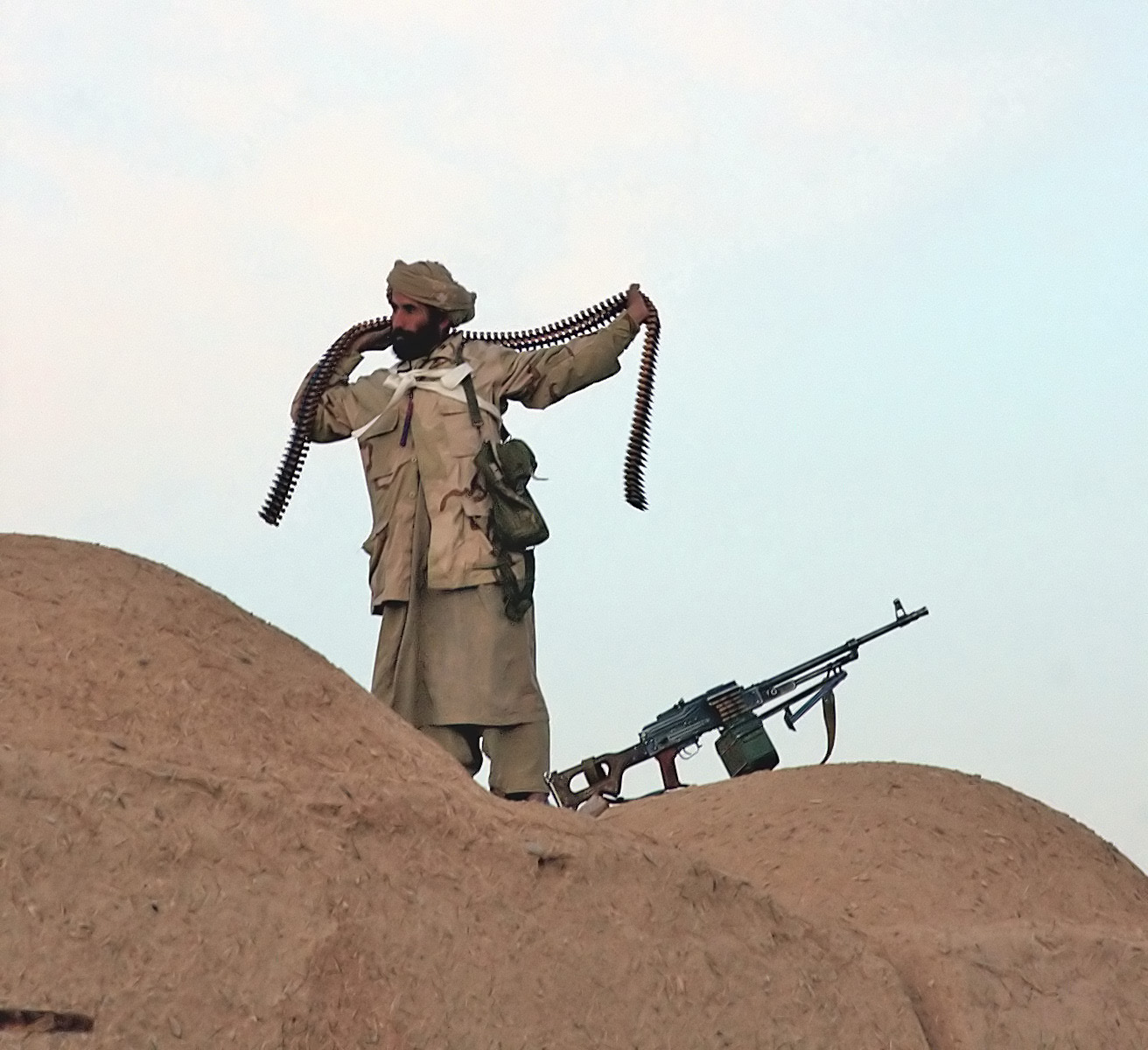
北方聯盟戰士與PKM

- 阿布哈茲：繼承自前蘇聯時期的PKM。
- 阿富汗伊斯蘭酋長國
- 阿尔巴尼亚
- 阿尔及利亚
- 亞美尼亞：繼承自前蘇聯時期的PKM。
- ：繼承自前蘇聯時期的PKM。
- 白俄羅斯：繼承自前蘇聯時期的PKM。
- ：扎斯塔瓦M84通用機槍。
- 保加利亚：本土生產。
- 布吉納法索
- 柬埔寨
- 中非
- 中华人民共和国：80式通用機槍。
- 哥伦比亚
- 刚果共和国
- ：扎斯塔瓦M84通用機槍。
- 古巴
- 賽普勒斯
- 捷克
- 刚果民主共和国
- 顿涅茨克人民共和国
- 埃及
- 爱沙尼亚：繼承自前蘇聯時期的PKM，目前已退役。
- 斐济
- 芬兰：從蘇聯購買的PKM。
- ：繼承自前蘇聯時期的PKM。
- 希腊
- 几内亚
- 匈牙利
- 印度
- 印度尼西亞
- 伊朗
- 伊拉克
- 伊拉克库尔德斯坦
- 以色列：大量從敵軍手上繳獲。
- ：繼承自前蘇聯時期的PKM。
- 科索沃：扎斯塔瓦M84通用機槍。
- 科威特
- ：繼承自前蘇聯時期的PKM。
- 拉脫維亞：繼承自前蘇聯時期的PKM，目前已退役。
- 黎巴嫩
- 利比亞
- 立陶宛：繼承自前蘇聯時期的PKM，目前已退役。
- 卢甘斯克人民共和国
- 馬爾他
- 毛里塔尼亚
- 墨西哥
- 摩洛哥
- 摩尔多瓦：繼承自前蘇聯時期的PKM。
- 蒙古国
- 蒙特內哥羅：扎斯塔瓦M84通用機槍。
- 莫桑比克
- 阿尔察赫：繼承自前蘇聯時期的PKM。
- 尼泊尔
- 尼加拉瓜
- 奈及利亞
- ：82式通用機槍。
- 北馬其頓：包括扎斯塔瓦M84通用機槍。
- 巴基斯坦
- 巴拿马
- 秘魯
- 波蘭
- 羅馬尼亞
- 俄羅斯：繼承自前蘇聯時期的PKM。
- 聖多美和普林西比
- 塞爾維亞：扎斯塔瓦M84通用機槍。
- 斯洛伐克
- 斯洛維尼亞：扎斯塔瓦M84通用機槍。
- 南非
- [4]
- 南奥塞梯：繼承自前蘇聯時期的PKM。
- 南蘇丹
- 斯里蘭卡
- 瑞典
- 叙利亚
- ：繼承自前蘇聯時期的PKM。
- 泰國
- 多哥
- 德涅斯特河沿岸：繼承自前蘇聯時期的PKM。
- 土耳其
- ：繼承自前蘇聯時期的PKM。
- 乌干达
- 乌克兰：繼承自前蘇聯時期的PK、PKM及當地生產的KM通用机枪。
- 乌拉圭
- ：繼承自前蘇聯時期的PKM。
- 委內瑞拉
- 越南
- 葉門
- 尚比亞

### 前使用國
- 阿富汗
- 車臣：繼承自前蘇聯時期的PKM。
- 捷克斯洛伐克
- 东德
- 利比亞
- 苏联
- 南斯拉夫：扎斯塔瓦M84通用機槍。

## 流行文化

### 電影
- 1988年—：型號為PKM，由約翰·藍波（席維斯·史特龍飾演）從蘇聯軍隊手上所繳獲使用。
- 1997年—《煉獄（俄语：Чистилище (фильм, 1997)）》：型號為PKM，由俄軍士兵所使用。
- 2001年—：型號為PKM，在索馬里的槍店中出現。
- 2002年—《反恐戰線》：型號為PKM和PKT，由車臣武裝份子所使用。
- 2005年—：由蘇聯空降兵及阿富汗聖戰者所使用。
- 2009年—
- 2010年—：型號為BHI SOPMOD PKM，裝上EOTech全息瞄準鏡並且由馬克·荷夫曼（哥斯達斯·文迪拿飾演）裝在旋轉掃射槍架以上用作密室的警戒機槍。
- 2010年—：型號為PKM，安置在保護傘公司於東京支部的悍馬車上。
- 2011年—《沙漠神兵》：型號為PKM，由塔利班戰士所使用。
- 2012年—《穿越火線》：型號為PKM，由俄軍士兵和格魯吉亞軍士兵所使用。
- 2012年—：型號為PKM，由故事開頭的尼泊爾叛軍所使用。
- 2013年—：型號為PKM，由塔利班戰士所使用。
- 2016年—：型號為PKM，二連裝地安裝於車輛上，由武裝份子所使用。
- 2016年—：型號為PKM，出現在吉米的武器庫當中，雖有被回收但沒有在電影中使用。
- 2018年—：型號為PKM，由北方聯盟和塔利班戰士所使用。

### 電視劇
- 《系列》
- 《海豹突擊隊系列》

### 電子遊戲
- 2001年—
- 2005年—《2》：為解鎖武器，使用和80式通用機槍一樣的全包式準星
- 2005年—《真實計劃》
- 2007年—《Online》：為PKM，可裝彈150發，使用黑色槍身、木製手槍握把、槍托、提把柄和橄欖色彈箱，並奇怪地具備三發點放功能。武器模組採用鏡像佈局（右手持槍時拉機柄在左邊並從左邊供彈）。港台地區於2011年10月18日推出，命名為「橫掃千軍」；中国大陆地區於2011年10月19日推出，命名為「裁决者」。港台地區於2012年4月24日推出透過武器強化系統升級的兩个強化型外觀；中国大陆地區於2012年4月25日推出透過武器強化系統升級的兩个強化型外觀。
- 2008年—《2》
- 2008年—：型號為PKM。
- 2008年—
- 2009年—：換上了RPD輕機槍的護木。
- 2010年—《2》：型號為PKM。
- 2010年—《榮譽勳章》：型號為PKM，單人模式中在“Breaking Bagram”關卡中由玩家角色“野免”所使用，其餘由敵軍所使用，有時會安裝於武裝改裝車上。於多人模式當中由塔利班（後改名為“OPFOR”）步槍兵所使用。
- 2012年—：由東歐和中國的J'avo所使用，外型與《惡靈古堡5》的版本相同。
- 2012年—《3》：型號為PKM，普遍由敵方的機槍兵所使用，玩家也可使用。
- 2012年—《俠盜獵車手V》
- 2014年—《4》：型號為PKM，普遍由敵方的機槍兵所使用，玩家也可使用。
- 2015年—《戰術小隊》：型號為PKM，由叛軍和民兵所使用。
- 2016年—《重製版》：於2017年3月14日添加到遊戲內。型號為PKM，命名为「PKM」，只於聯機模式登場。
- 2016年—《少女前線》：型號為PK，由命名為「PK」的戰術人形所使用。
- 2016年—《逃離塔科夫》：型號為PKM。
- 2018年—《叛亂：沙漠風暴》：登場型號為PKM。
- 2018年—《surviv.io》裝彈100發，命名PKM
- 2019年—：型號為PKM，命名為“PKM”。戰役模式中由巴可夫的俄軍部隊和阿蓋塔拉恐怖組織所使用。在聯機模式中為最早解鎖的輕機槍，並可進行定制改裝。
- 2021年—《決勝時刻：Mobile》：型號為PKM，命名為「PKM」。
- 2024年—《三角洲行动》:型号为PKM，命名为“PKM通用机枪”。
- 2024年—《浩劫殺陣2：車諾比之心》：型號為PKM，命名為「RPM-74」，奇怪地發射7.62×39毫米子彈，以150發彈箱供彈。

### 小說
- 2014年—《刀劍神域外傳Gun Gale Online》：型號為PKM，由“SHINC”小隊的“羅莎”和“蘇菲”所使用。

### 動畫
- 2022年—《Lycoris Recoil 莉可麗絲》：型號為PKM，除了由井之上瀧奈從敵人手上繳獲使用以外，也在後續的地鐵站襲擊中由真島所使用。